# Contea di Lianjiang
La contea di Lianjiang (连江县S, LiánjiāngP) è una contea della Cina, situata nella provincia del Fujian.